# Ризький інститут інженерів цивільної авіації
Ризький Червонопрапорний інститут інженерів цивільної авіації імені Ленінського комсомолу (РКІІГА) — вищий навчальний заклад СРСР (у минулому вищий військовий навчальний заклад), який виріс на базі одного з найстаріших авіаційно-технічних навчальних закладів Радянської Росії та СРСР, організованого 1919 року. Знаходився в місті Рига, Латвійська РСР, пізніше Латвія. 
Після відновлення незалежності Латвії 25 лютого 1992 року РКІІГА перейшов під юрисдикцію Латвійської Республіки й змінив свою назву на Ризький авіаційний університет. 1989 року студенти навчалися і виховувалися на 38 факультетах. Понад 65% викладацького складу мали наукові ступені, в тому числі 22 доктори наук і професори. 

## Історія
Витоками Інституту вважаються авіаційна ремонтна майстерня та школа льотчиків-спостерігачів Київського політехнічного інституту (КПІ), який був першим авіаційним технічним навчальним закладом у Російській імперії. 24 травня 1919 року в Києві було засновано Школу авіаційних техніків-механіків для підготовки авіаційних техніків для обслуговування російської авіації часів громадянської війни. Термін навчання становив шість місяців, але через три місяці школа була евакуйована з Києва до Москви, а ще через чотири місяці переїхала до Петропавлівської фортеці. Перший випуск техніків-механіків відбувся в січні 1921 року, школу закінчили 12 осіб. За цей час Школа авіаційних техніків-механіків п'ять разів змінювала свою адресу, але, попри всі труднощі, регулярно проводила набори та випускні церемонії, а кількість студентів неухильно зростала. 
У серпні 1923 року відбувся перший випуск механіків з чотирирічного курсу навчання. У 1934 році при Школі авіаційних техніків-механіків були організовані однорічні курси підвищення кваліфікації. Коли кількість слухачів курсів перевищила кількість викладачів, вони були перейменовані в Ленінградські курси підвищення кваліфікації авіаційного технічного персоналу (ЛАТСК). ЛАТСК вирізнялися широким спектром спеціальностей і спеціалізацій і перетворилися на справжню кузню авіаційного технічного персоналу. Протягом 1938-1939 навчального року статус цього навчального закладу змінювався залежно від переважаючої кількості слухачів чи студентів. Після нападу Німеччини на СРСР наприкінці серпня 1941 року Курси підвищення кваліфікації авіаційно-технічного персоналу були евакуйовані на Урал в околиці Магнітогорська.
Наприкінці Другої світової війни, у червні 1945 року, Курси підвищення кваліфікації авіаційного технічного персоналу були переведені до Риги. В авіації на зміну літакам з поршневими двигунами прийшли реактивні літаки. Це викликало необхідність підготовки висококваліфікованих кадрів з вищою освітою не тільки в області проєктування планерів і авіаційних двигунів, але і в області авіаційного електро-, радіо- і навігаційного обладнання. К. Е. У 1949 році училище було об'єднано з 2-м Ленінградським вищим військовим училищем авіаційних інженерів і названо Ризьким вищим військовим училищем авіаційних інженерів (РВВАІУ) на перейменованій вулиці Ломоносова (нині вулиця Валерії Сейле) біля залізничної лінії Рига-Даугавпілс. У будівлях військового училища розміщувалися лабораторії, навчальні та виробничі майстерні, аудиторії та кафедри. Перший випуск авіаційних інженерів відбувся у 1952 році. 
У червні 1960 року Рада Міністрів СРСР ухвалила рішення № 689 про реорганізацію Ризького вищого військового училища авіаційних інженерів у цивільний навчальний заклад — Ризький інститут інженерів цивільного повітряного флоту (РІЦПФ), який у 1967 році був перейменований у Ризький інститут інженерів цивільної авіації (РІІЦА). У складі РЦАІ було п'ять факультетів:
- Механічний факультет (МФ);
- Факультет авіаційного радіоелектронного обладнання (ФАРЕО);
- Факультет авіаційного обладнання (ФАО);
- Інженерно-економічний факультет (ІЕФ);
- Факультет автоматики та обчислювальної техніки (ФАОТ).

Особливістю цього університету було те, що з першого ж року його існування прийом студентів здійснювався приймальними комісіями по всій території СРСР, що було пов'язано з бурхливим розвитком цивільної авіації та дефіцитом інженерних кадрів, необхідних для обслуговування авіаційної техніки. На той час існував лише один аналогічний вищий навчальний заклад — Київський інститут інженерів цивільного повітряного флоту (КІІЦПФ), але він був не в змозі задовольнити постійно зростаючі потреби в авіаційних фахівцях, особливо потреби радянських республік і багатьох країн третього світу в авіаційних інженерних кадрах. 
У Ризькому інституті інженерів цивільної авіації працювали Е. Аболтіна, А. Андронов, М. Банов, О. Борискин, С. Букашкінс, Р. Виноградов, В. Горшков, В. Драчев, С. Дорошко, В. Єненков, В. Єремеєв, А. Зеленков, Н. Жданович, І. Жигун, І. Кабашкін, А. Карлов, В. Карпухін, В. Касторський, М. Клейнгоф, А. Кличкін, Є. Коняєв, Ю. Красницький, А. Кобцев, А. Козлов, Ю. Коптєв, Є. Копітов, Г. Кордонський, В. Кутєв, Н. Кузін, А. Латков, Ю. Логачов, В. Логінов, А. Лосєв, А. Лихачов, А. Мірошников, Н. Нечваль, В. Нікітін, М. Тойбер, С. Темербеков, Н. Левін, А. Левтов, Л. Морозов, Л. Гамкрелідзе, Е. Махарєв, Г. Нестеренко, В. Павелко, Ю. Парамонов, В. Приданов, А. Прокоп'єв, В. Просвірін, І. Паллей, В. Панасенко, Е. Петерсон, В. Санніков, А. Серебряков, Ю. Сікержицький, Л. Симонян, Ю. Скажутін, Л. Сергєєв, Н. Севастьянов, С. Темербеков, А. Трояновський, Н. Тюнін, А. Урбах, М. Фінкельштейн, А. Хижняк, В. Ходаковський, Т. Ходаковська, Е. Хейфец, В. Шелковников, В. Шестаков, Ю. Шунін, С. Сударенко та інші.
Після розпаду СРСР, 25 лютого 1992 року, уряд Латвії вирішив, що РЦАІІ перейде під юрисдикцію Латвійської Республіки, і інститут було перейменовано на Ризький авіаційний університет (РАУ). На той час в університеті навчалося близько 3500 студентів, у тому числі 400 з 40 країн Балтії, СНД, Америки, Азії та Африки.

### Ліквідація
Протягом 1990-х років і аж до своєї ліквідації університет переживав економічні труднощі. Для того, щоб завершити навчання студентів РАУ, їх розділили на групи й відправили на навчання до трьох латвійських університетів. Однак кількість студентів скоротилася до 1/3 від попереднього контингенту. Частина викладачів перейшла до інших університетів, частина емігрувала до інших країн, інші якимось чином заробляли гроші, працюючи в різних приватних навчальних закладах. У серпні 1999 року, через 2 місяці після 80-річчя закладу, уряд Латвії ухвалив рішення про ліквідацію Ризького авіаційного університету.